# Nambulita
La nambulita és un mineral de la classe dels silicats. Va ser anomenada en honor de Matsuo Nambu (1917-2009), conegut per les seves investigacions sobre minerals de manganès.

## Característiques
La nambulita és un inosilicat de fórmula química LiMn2+
4Si₅O14(OH). Forma una sèrie de solució sòlida amb la natronambulita en què la substitució del liti pel sodi va donant lloc als diferents membres de la sèrie.
Cristal·litza en el sistema triclínic en forma de cristalls de forma prismàtica o tabular, de fins a 8 mm; també de forma massiva en filons. La seva duresa a l'escala de Mohs és 6,5.
Segons la classificació de Nickel-Strunz, la nambulita pertany a «09.DK - Inosilicats amb 5 cadenes senzilles periòdiques» juntament amb els següents minerals: babingtonita, litiomarsturita, manganbabingtonita, marsturita, natronambulita, rodonita, escandiobabingtonita, fowlerita, santaclaraïta, saneroïta, hellandita-(Y), tadzhikita-(Ce), mottanaita-(Ce), ciprianiïta i hellandita-(Ce).

## Formació i jaciments
La nambulita va ser descoberta a la mina Funakozawa, a Ono (Prefectura d'Iwate, Honshū, Japó) en filons tallant menes de braunita en sílex. També ha estat descrita a Austràlia, Àustria, Eslovàquia, l'Índia, altres indrets del Japó, Namíbia, Romania, Suècia i Suïssa.